# Lésigny (Sena y Marne)
Lésigny es una comuna francesa del departamento de Sena y Marne, en la región de Isla de Francia.

## Demografía
| 315 | 362 | 6 572 | 7 114 | 7 865 | 7 647 | 7 571 | 7 331 |
| Para los censos de 1962 a 1999 la población legal corresponde a la población sin duplicidades (Fuente: INSEE [Consultar]) |     |       |       |       |       |       |       |